# 오경제
오경제(1985년 ~ )는 대한민국의 남자 배우이자 영화배우 오윤아의 동생이다.

## 가족 관계
- 아버지 : 오석구
- 첫째누나: 오미향
- 둘째누나 : 오윤아
- 조카 : 송민 (2007년 8월 31일 ~ )

## 출연작

### 영화
- 2003년 영화 동갑내기 과외하기 - 똘마니역